# Dugald C. Jackson
Dugald Caleb Jackson (* 13. Februar 1865 in Kennett Square, Pennsylvania; † 1. Juli 1951) war ein amerikanischer Elektroingenieur und Erfinder. Er leitete die Fakultäten für Elektrotechnik an der University of Wisconsin sowie am Massachusetts Institute of Technology für insgesamt 44 Jahre. Zudem ist er Träger der Edison-Medaille und stand dem American Institute of Electrical Engineers sowie der American Academy of Arts and Sciences als Präsident vor.

## Werdegang

### Ausbildung
Dugald Caleb Jackson kam am 13. Februar 1865 als Sohn von Mary Detweiler (geborene Price) und Josiah Jackson in Kennett Square, Pennsylvania, zur Welt. Sein Vater war Professor für Mathematik am Pennsylvania State College, einem Vorläufer der späteren Pennsylvania State University. Dugald C. Jackson besuchte die Hill School in Pottsdam, ehe er sich an der mittlerweile umbenannten Pennsylvania State University für ein Studium des Bauingenieurwesens einschrieb. 1884 arbeitete er im Zuge seines Studiums als Assistent von William Stanley, der später, ebenso wie Jackson selbst, mit der IEEE Edison Medal ausgezeichnet wurde. 1885 schloss Jackson sein Undergraduate-Programm an der Penn State mit dem Bachelor of Science ab und setzte seine Ausbildung an der Cornell University fort, an der er zwei Jahre Elektrotechnik studierte. Einen wesentlichen Einfluss hatte dort William Arnold Anthony auf ihn, der den Studiengang erst 1882 als einen der ersten seiner Art ins Leben gerufen hatte und seine Studenten vor allem zu weiterer Forschung bewegen wollte – ein Schwerpunkt, den Jackson später als Hochschullehrer in gleicher Weise weitergab. 1887 schloss Dugald C. Jackson seine akademische Ausbildung ab.

### Erfahrungen in der Wirtschaft
Direkt im Anschluss an das Studium gehörte Jackson samt zweier ehemaliger Kommilitonen (J. G. White und Harris J. Ryan) zu den Gründern der Western Engineering Company, die in Lincoln, Nebraska, an der Konstruktion von Kraftwerken und Straßenbahnen beteiligt war. Nach zwei Jahren wechselte er 1889 zur von Frank Julian Sprague gegründeten Sprague  Electric  Railway  and Motor Company, die elektrische Industrie- und Fahrmotoren herstellte und bei der er die Position des Assistant Chief Engineer übernahm. Nur ein Jahr später wurde das Unternehmen von der Edison General Electric Company übernommen, für die Jackson daraufhin als Bezirksingenieur tätig war.

### Wechsel ins Hochschulwesen
1891 folgte Jackson dem Ruf an die University of Wisconsin (UW), an der er die Leitung der neu gegründeten Fakultät für Elektrotechnik übernahm. Dort prägte er die ingenieurswissenschaftlichen Studiengänge, indem er darauf bestand, dass seine Studenten auch in Wirtschafts- und Sozialwissenschaften unterrichtet werden, um „Industriebetriebe verschiedener Art zu konzipieren, zu organisieren und zu leiten“ (engl.: „[…] competent  to  conceive,  organize, and direct extended industrial enterprises of broadly varied character.“). Zudem verfasste er zu dieser Zeit diverse Fach- und Lehrbücher im Bereich Elektrotechnik und betätigte sich als Erfinder, so meldete er von 1898 bis 1914 über 25 Patente an. Nach 16 Jahren in Wisconsin verließ er die UW im Jahre 1907, um die Leitung der Fakultät für Elektrotechnik am Massachusetts Institute of Technology (MIT) zu übernehmen, die er bis zum Jahr 1935 innehaben sollte. Am MIT setzte er in der Folge ähnliche Änderungen am Curriculum wie zuvor an der UW um und etablierte zudem ein Graduiertenprogramm. 1935 wurde Jackson emeritiert.
Seine Tätigkeit in Massachusetts wurde nur durch den Ersten Weltkrieg unterbrochen, in dem der Amerikaner im Rang eines Lieutenant Colonel (entspricht Oberstleutnant) den American Expeditionary Forces in Frankreich als Chefingenieur diente und somit für Stromproduktion bzw. -versorgung der Streitkräfte verantwortlich war.
Parallel zu seinen Lehraufträgen an der University of Wisconsin und am MIT war Jackson weiterhin als Ingenieur tätig und gründete 1902 gemeinsam mit seinem Bruder William B. Jackson ein Beratungsunternehmen für Ingenieursdienstleistungen, für das er bis 1930 arbeitete. Er verstarb am 1. Juli 1951 im Alter von 86 Jahren.

## Ehrungen
Bereits 1905 wurde Jackson zum Präsidenten der Society for the Promotion of Engineering Education ernannt. Zudem stand er von 1910 bis 1911 eine Amtszeit dem American Institute of Electrical Engineers vor, das ihm 1938 die Edison-Medaille verlieh; dies zum ersten Mal explizit für Leistungen im Bereich Lehre und Ausbildung. Ferner fungierte er von 1937 bis 1939 als Präsident der American Academy of Arts and Sciences, die ihn bereits 1911 zum Fellow gewählt hatte. Seit 1931 war er Mitglied der American Philosophical Society.

## Persönliches
Dugald C. Jackson heiratete Mabel Augusta Foss am 24. September 1889, mit der er zwei Kinder (geboren 1890 und 1895) hatte. Sein Bruder J. P. Jackson war ebenfalls Elektroingenieur und Hochschullehrer an der Pennsylvania State University.